# Села-при-Драгатушу
Села-при-Драгатушу (словен. Sela pri Dragatušu) — поселення в общині Чрномель, Південно-Східна Словенія, Словенія. Висота над рівнем моря: 154,6 м.